# Walter Cruz
Walter Oswaldo Cruz (ur. 23 stycznia 1910 w Petrópolis, zm. 3 stycznia 1967 w Rio de Janeiro) – brazylijski szachista, syn Oswaldo Cruza.

## Kariera szachowa
Wielokrotnie uczestniczył w meczach lub finałach indywidualnych mistrzostw Brazylii, zdobywając 9 medali: 6 złotych (1938, 1940, 1942, 1948, 1949, 1953) oraz 3 srebrne (1928, 1929, 1939). W 1939 r. reprezentował narodowe barwy na rozegranej w Buenos Aires szachowej olimpiadzie, był również uczestnikiem nieoficjalnej olimpiady w Monachium w 1936 roku.
Wielokrotnie odnosił sukcesy w turniejach indywidualnych rozgrywanych w Rio de Janeiro, m.in. w latach 1937 (I-II m.), 1938 (I m.), 1940 (I m.), 1942 (II m.), 1943 (III m. oraz III-IV m.), 1946 (III m. oraz III-IV m.), 1947 (III m.), 1948 (III-IV m.), 1949 (I m.) oraz 1953 (IV-V m.). Inne znaczące wyniki: Montevideo 1938 (V-VI m.), Hamilton 1940 (IV m.), Kurytyba 1945 (IV-V m.) oraz Montevideo 1949 (IV-VI m.). W latach 1954 i 1957 dwukrotnie startował w turniejach strefowych (eliminacji mistrzostw świata), nie odnosząc jednak sukcesów.
Według retrospektywnego systemu Chessmetrics, najwyżej sklasyfikowany był w październiku 1945 r., zajmował wówczas 63. miejsce na świecie.